# Desert Rose (cântec de Sting)
„Desert Rose” este un single al lui Sting de pe albumul său Brand New Day (1999).
Piesa este cunoscută pentru duetul lui Sting cu interpretul algerian de raï Șab Mami. Videoclipul, în care Sting apare mergând prin deșert într-un Jaguar S-Type și mai apoi merge într-un club pentru a cânta alături de Șab Mami, este de asemenea popular.
O dată cu single-ul au fost lansate și remixuri realizate de Victor Calderone. Una dintre versiunile remixate ale acestei piese a fost utilizată ca alternativă la videoclip, conținând mai multe scene cu conținut sexual explicit.
Versurile piesei sunt inspirate din opera lui Frank Herbert, Dune, probabil pentru că în ecranizarea acestei opere în anul 1984 Sting a interpretat personajul negativ Feyd Rautha.

## Desert Rose în cultura populară
- Piesa poate fi auzită la radio XM Satellite în timpul problemelor tehnice.[necesită citare]
- Piesa apare pe coloana sonoră a telenovelei braziliene Clona, fiind disponibilă pe CD-ul „O Clone International”.
- În filmul indian 'Dil Chahta Hai' (2001), personajul Akash, interpretat de Aamir Khan poate fi văzut ascultând această piesă la sfârșitul filmului.